# Peter A. Schmid
Peter A. Schmid (* 2. Oktober 1959 in Zürich) ist ein Schweizer Mediziner und Improvisationsmusiker. Als Musiker ist er seit mehr als dreissig Jahren aktiv und bewegt sich zwischen Jazz, Neuer Improvisationsmusik und Neuer Musik. Er spielt Klarinetten, Saxophone und Flöten und ist vor allem von den tiefen Holzblasinstrumenten fasziniert. So spielt er neben Bassklarinette und Baritonsaxophon auch Bassflöte, Alt- und Kontrabassklarinette sowie Tubaxe in Eb und Bb.

## Leben und Wirken
Als Facharzt praktiziert er in einer gastroentologischen Gemeinschaftspraxis in Feldmeilen.
Schmid besuchte ab 1980 die Jazzschule Luzern, wo ihn Urs Leimgruber unterrichtete. Er spielte zunächst im „Q 4 Orchestra“, wo er auf Jürg Grau, Hans Anliker und Werner Lüdi traf, dann im „MorschAchblasorCHester“ und anderen Formationen um Mani Planzer. In den letzten fünfzehn Jahren hat er sich vor allem im Duo gespielt – mit Musikern wie Vinny Golia, Evan Parker, Pierre Favre, Lucas Niggli, Nils Wogram, Barry Guy, Ned Rothenberg oder Mathias Ziegler. Daneben leitet er das Quintett „September Wind“, zu dem auch Evan Parker, Hans Anliker und Jürg Solothurnmann gehören und dessen erstes Album 2000 in einem leerstehenden Zürcher Wasserspeicher aufgenommen wurde, das Quartett „Schmilz“, in dem als zweiter Bassklarinettist Michel Pilz wirkt, und ein Trio mit Gitarrist Jerry Royas und Perkussionisten Ivan Manzanilla. In den Jahren 2010 und 2011 trat der Musiker in Fritz Novotnys reformArtunit auf.

## Diskographische Hinweise
- September Duos mit Evan Parker (Creative Works, 2000)
- Schmilz mit Pilz, Herbert Kramis, Dominik Burger, (Creative Works, 2001)
- Short Stories mit Evan Parker und September Winds  (Leo Records, 2004)
- Birdology mit Vinny Golia (Leo Records, 2004)
- En passant mit Ned Rothenberg (Creative Works, 2004)
- Chicago Conversations (Creative Works, 2015)

## Lexigraphische Einträge
- Bruno Spoerri: Biografisches Lexikon des Schweizer Jazz CD-Beilage zu: B. Spoerri (Hrsg.): Jazz in der Schweiz. Geschichte und Geschichten. Chronos-Verlag, Zürich 2005; ISBN 3-0340-0739-6